# Partecipanti al Tour de France 2007

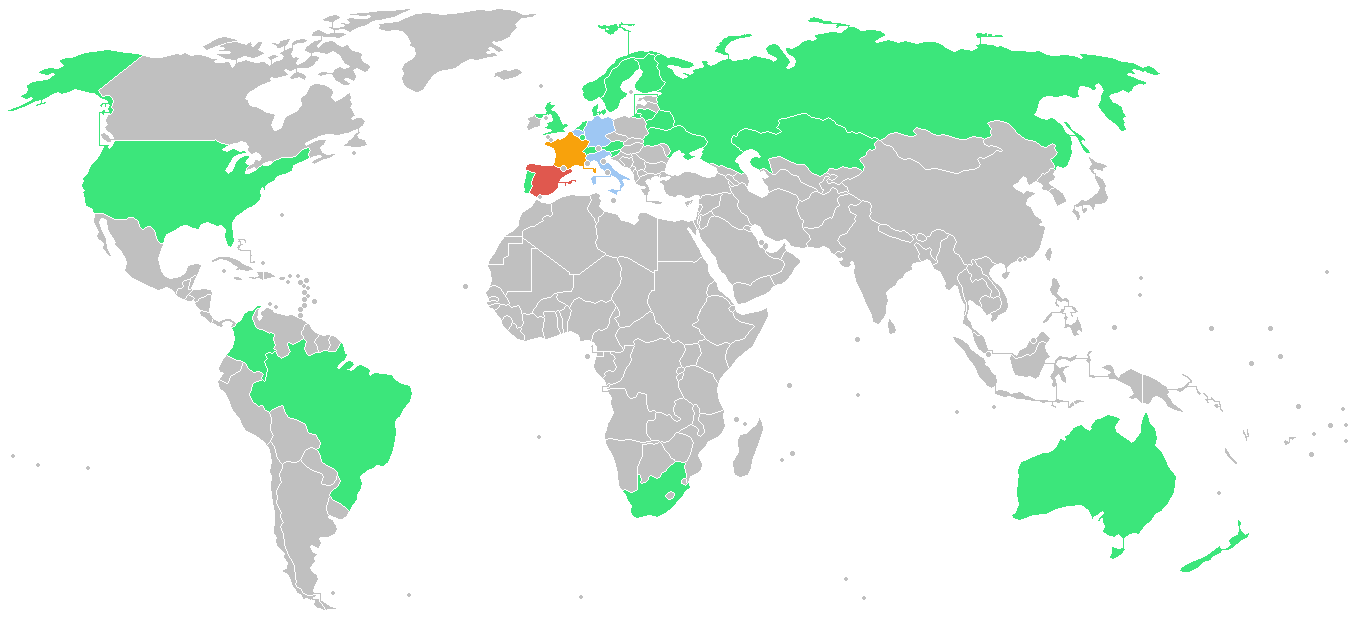
Le nazioni rappresentate al Tour de France 2007 in termini di ciclisti al via.
Legenda: verde, <10; blu, 10+; arancione, 20+; rosso, 40+

Elenco dei partecipanti al Tour de France 2007.
Alla competizione hanno preso parte 21 squadre, 19 delle venti iscritte all'UCI ProTour 2007 più due invitate, la francese Agritubel e la britannica Barloworld; unica squadra del ProTour a non aver potuto partecipare è stata la Unibet.com, a causa dello sponsor, un portale di scommesse online, tipologia di sponsor vietata dalle leggi francesi. Come di consueto ciascuna delle squadre era composta da nove corridori, per un totale di 189 ciclisti al via.
I 189 partenti erano in rappresentanza di 26 paesi differenti. La nazionalità più rappresentata è stata quella spagnola, con 41 corridori al via, seguita da quella francese con 26. L'Euskaltel-Euskadi era composta interamente da ciclisti spagnoli.

## Corridori per squadra
Nota: R ritirato, NP non partito, FT fuori tempo.
| Caisse d'Epargne             | Caisse d'Epargne             | Caisse d'Epargne             | Lampre-Fondital                  | Lampre-Fondital                  | Lampre-Fondital                  | Liquigas                  | Liquigas                  | Liquigas                  |
| ---------------------------- | ---------------------------- | ---------------------------- | -------------------------------- | -------------------------------- | -------------------------------- | ------------------------- | ------------------------- | ------------------------- |
| 11                           | Óscar Pereiro                | 10º                          | 81                               | Alessandro Ballan                | 88º                              | 151                       | Filippo Pozzato           | NP 15ª                    |
| 12                           | David Arroyo                 | 13º                          | 82                               | Daniele Bennati                  | 75º                              | 152                       | Michael Albasini          | 59º                       |
| 13                           | José Vicente García          | 91º                          | 83                               | Paolo Bossoni                    | 95º                              | 153                       | Manuel Beltrán            | 18º                       |
| 14                           | José Iván Gutiérrez          | 22º                          | 84                               | Marzio Bruseghin                 | 41º                              | 154                       | Kjell Carlström           | 76º                       |
| 15                           | Vladimir Karpec              | 14º                          | 85                               | Claudio Corioni                  | 126º                             | 155                       | Murilo Fischer            | 101º                      |
| 16                           | Francisco Pérez              | 72º                          | 86                               | Danilo Napolitano                | FT 8ª                            | 156                       | Aljaksandr Kučynski       | 89º                       |
| 17                           | Nicolas Portal               | 57º                          | 87                               | Daniele Righi                    | 96º                              | 157                       | Manuel Quinziato          | 113º                      |
| 18                           | Alejandro Valverde           | 6º                           | 88                               | Tadej Valjavec                   | 19º                              | 158                       | Charlie Wegelius          | 45º                       |
| 19                           | Xabier Zandio                | R 4ª                         | 89                               | Francisco Vila                   | 29º                              | 159                       | Frederik Willems          | 73º                       |
| Manager: Eusebio Unzué       | Manager: Eusebio Unzué       | Manager: Eusebio Unzué       | Manager: Fabrizio Bontempi       | Manager: Fabrizio Bontempi       | Manager: Fabrizio Bontempi       | Manager: Dario Mariuzzo   | Manager: Dario Mariuzzo   | Manager: Dario Mariuzzo   |
| T-Mobile Team                | T-Mobile Team                | T-Mobile Team                | Gerolsteiner                     | Gerolsteiner                     | Gerolsteiner                     | Française des Jeux        | Française des Jeux        | Française des Jeux        |
| 21                           | Michael Rogers               | R 8ª                         | 91                               | Stefan Schumacher                | 87º                              | 161                       | Sandy Casar               | 71º                       |
| 22                           | Marcus Burghardt             | 127º                         | 92                               | Robert Förster                   | 135º                             | 162                       | Sébastien Chavanel        | 130º                      |
| 23                           | Mark Cavendish               | R 8ª                         | 93                               | Markus Fothen                    | 34º                              | 163                       | Mickaël Delage            | 117º                      |
| 24                           | Bernhard Eisel               | 121º                         | 94                               | Heinrich Haussler                | 129º                             | 164                       | Rémy Di Grégorio          | NP 5ª                     |
| 25                           | Linus Gerdemann              | 36º                          | 95                               | Bernhard Kohl                    | 31º                              | 165                       | Philippe Gilbert          | NP 15ª                    |
| 26                           | Bert Grabsch                 | 105º                         | 96                               | Sven Krauß                       | 137º                             | 166                       | Lilian Jégou              | 97º                       |
| 27                           | Kim Kirchen                  | 7º                           | 97                               | Ronny Scholz                     | 81º                              | 167                       | Matthieu Ladagnous        | 112º                      |
| 28                           | Axel Merckx                  | 62º                          | 98                               | Fabian Wegmann                   | 60º                              | 168                       | Thomas Löfkvist           | 64º                       |
| 29                           | Patrik Sinkewitz             | NP 9ª                        | 99                               | Peter Wrolich                    | 133º                             | 169                       | Benoît Vaugrenard         | 83º                       |
| Manager: Brian Holm          | Manager: Brian Holm          | Manager: Brian Holm          | Manager: Hans-Michael Holczer    | Manager: Hans-Michael Holczer    | Manager: Hans-Michael Holczer    | Manager: Marc Madiot      | Manager: Marc Madiot      | Manager: Marc Madiot      |
| Team CSC                     | Team CSC                     | Team CSC                     | Crédit Agricole                  | Crédit Agricole                  | Crédit Agricole                  | Quick Step-Innergetic     | Quick Step-Innergetic     | Quick Step-Innergetic     |
| 31                           | Carlos Sastre                | 4º                           | 101                              | Thor Hushovd                     | 139º                             | 171                       | Tom Boonen                | 119º                      |
| 32                           | Kurt-Asle Arvesen            | 67º                          | 102                              | William Bonnet                   | 109º                             | 172                       | Carlos Barredo            | 42º                       |
| 33                           | Fabian Cancellara            | 100º                         | 103                              | Aleksandr Bočarov                | 33º                              | 173                       | Steven de Jongh           | 123º                      |
| 34                           | Íñigo Cuesta                 | 51º                          | 104                              | Anthony Charteau                 | 136º                             | 174                       | Juan Manuel Gárate        | 21º                       |
| 35                           | Stuart O'Grady               | R 8ª                         | 105                              | Julian Dean                      | 107º                             | 175                       | Sébastien Rosseler        | 104º                      |
| 36                           | Fränk Schleck                | 17º                          | 106                              | Dmitrij Fofonov                  | 26º                              | 176                       | Gert Steegmans            | 138º                      |
| 37                           | Christian Vande Velde        | 25º                          | 107                              | Patrice Halgand                  | 30º                              | 177                       | Bram Tankink              | 40º                       |
| 38                           | Jens Voigt                   | 28º                          | 108                              | Sébastien Hinault                | 132º                             | 178                       | Matteo Tosatto            | 108º                      |
| 39                           | David Zabriskie              | FT 11ª                       | 109                              | Christophe Le Mével              | R 15ª                            | 179                       | Cédric Vasseur            | 55º                       |
| Manager: Kim Andersen        | Manager: Kim Andersen        | Manager: Kim Andersen        | Manager: Serge Beucherie         | Manager: Serge Beucherie         | Manager: Serge Beucherie         | Manager: Wilfried Peeters | Manager: Wilfried Peeters | Manager: Wilfried Peeters |
| Predictor-Lotto              | Predictor-Lotto              | Predictor-Lotto              | Discovery Channel                | Discovery Channel                | Discovery Channel                | Team Milram               | Team Milram               | Team Milram               |
| 41                           | Cadel Evans                  | 2º                           | 111                              | Levi Leipheimer                  | 3º                               | 181                       | Erik Zabel                | 79º                       |
| 42                           | Mario Aerts                  | 70º                          | 112                              | Alberto Contador                 | 1º                               | 182                       | Alessandro Cortinovis     | 122º                      |
| 43                           | Dario David Cioni            | 56º                          | 113                              | Vladimir Gusev                   | 38º                              | 183                       | Ralf Grabsch              | 116º                      |
| 44                           | Chris Horner                 | 15º                          | 114                              | George Hincapie                  | 24º                              | 184                       | Andrij Hrivko             | 78º                       |
| 45                           | Leif Hoste                   | 110º                         | 115                              | Egoi Martínez                    | 61º                              | 185                       | Christian Knees           | 47º                       |
| 46                           | Robbie McEwen                | FT 8ª                        | 116                              | Benjamín Noval                   | 115º                             | 186                       | Brett Lancaster           | R 5ª                      |
| 47                           | Fred Rodriguez               | R 15ª                        | 117                              | Sérgio Paulinho                  | 65º                              | 187                       | Alberto Ongarato          | R 12ª                     |
| 48                           | John Van Summeren            | 63º                          | 118                              | Jaroslav Popovyč                 | 8º                               | 188                       | Enrico Poitschke          | 131º                      |
| 49                           | Wim Vansevenant              | 141º                         | 119                              | Tomas Vaitkus                    | NP 3ª                            | 189                       | Marcel Sieberg            | 120º                      |
| Manager: Herman Frison       | Manager: Herman Frison       | Manager: Herman Frison       | Manager: Johan Bruyneel          | Manager: Johan Bruyneel          | Manager: Johan Bruyneel          | Manager: Vittorio Algeri  | Manager: Vittorio Algeri  | Manager: Vittorio Algeri  |
| Rabobank                     | Rabobank                     | Rabobank                     | Bouygues Télécom                 | Bouygues Télécom                 | Bouygues Télécom                 | Astana Team               | Astana Team               | Astana Team               |
| 51                           | Denis Men'šov                | R 17ª                        | 121                              | Pierrick Fédrigo                 | 84º                              | 191                       | Aleksandr Vinokurov       | NP 16ª                    |
| 52                           | Michael Boogerd              | 12º                          | 122                              | Stef Clement                     | FT 12ª                           | 192                       | Antonio Colom             | NP 16ª                    |
| 53                           | Bram de Groot                | 134º                         | 123                              | Xavier Florencio                 | 46º                              | 193                       | Maksim Iglinskij          | NP 16ª                    |
| 54                           | Thomas Dekker                | 35º                          | 124                              | Anthony Geslin                   | 98º                              | 194                       | Sergej Ivanov             | NP 16ª                    |
| 55                           | Juan Antonio Flecha          | 85º                          | 125                              | Laurent Lefèvre                  | 58º                              | 195                       | Andrej Kašečkin           | NP 16ª                    |
| 56                           | Óscar Freire                 | NP 7ª                        | 126                              | Jérôme Pineau                    | 68º                              | 196                       | Andreas Klöden            | NP 16ª                    |
| 57                           | Grischa Niermann             | 86º                          | 127                              | Matthieu Sprick                  | R 16ª                            | 197                       | Daniel Navarro            | NP 16ª                    |
| 58                           | Michael Rasmussen            | NP 17ª                       | 128                              | Johann Tschopp                   | 93º                              | 198                       | Grégory Rast              | NP 16ª                    |
| 59                           | Pieter Weening               | 128º                         | 129                              | Thomas Voeckler                  | 66º                              | 199                       | Paolo Savoldelli          | NP 16ª                    |
| Manager: Erik Breukink       | Manager: Erik Breukink       | Manager: Erik Breukink       | Manager: Christian Guiberteau    | Manager: Christian Guiberteau    | Manager: Christian Guiberteau    | Manager: Mario Kummer     | Manager: Mario Kummer     | Manager: Mario Kummer     |
| AG2R Prévoyance              | AG2R Prévoyance              | AG2R Prévoyance              | Agritubel                        | Agritubel                        | Agritubel                        | Saunier Duval-Prodir      | Saunier Duval-Prodir      | Saunier Duval-Prodir      |
| 61                           | Christophe Moreau            | 37º                          | 131                              | Juan Miguel Mercado              | 80º                              | 201                       | David Millar              | 69º                       |
| 62                           | José Luis Arrieta            | 52º                          | 132                              | Freddy Bichot                    | 102º                             | 202                       | Iker Camaño               | 53º                       |
| 63                           | Sylvain Calzati              | R 11ª                        | 133                              | Moisés Dueñas                    | 39º                              | 203                       | David Cañada              | 103º                      |
| 64                           | Cyril Dessel                 | R 15ª                        | 134                              | Romain Feillu                    | R 8ª                             | 204                       | Juan José Cobo            | 20º                       |
| 65                           | Martin Elmiger               | 74º                          | 135                              | Eduardo Gonzalo                  | R 1ª                             | 205                       | David de la Fuente        | 49º                       |
| 66                           | John Gadret                  | 54º                          | 136                              | Cédric Herve                     | FT 8ª                            | 206                       | Rubén Lobato              | NP 7ª                     |
| 67                           | Simon Gerrans                | 94º                          | 137                              | Nicolas Jalabert                 | 114º                             | 207                       | Iban Mayo                 | 16º                       |
| 68                           | Stéphane Goubert             | 27º                          | 138                              | Benoît Salmon                    | 125º                             | 208                       | Christophe Rinero         | 77º                       |
| 69                           | Ludovic Turpin               | 44º                          | 139                              | Nicolas Vogondy                  | 92º                              | 209                       | Francisco Ventoso         | NP 14ª                    |
| Manager: Vincent Lavenu      | Manager: Vincent Lavenu      | Manager: Vincent Lavenu      | Manager: Denis Leproux           | Manager: Denis Leproux           | Manager: Denis Leproux           | Manager: Joxean Fernandez | Manager: Joxean Fernandez | Manager: Joxean Fernandez |
| Euskaltel-Euskadi            | Euskaltel-Euskadi            | Euskaltel-Euskadi            | Cofidis, le Crédit par Téléphone | Cofidis, le Crédit par Téléphone | Cofidis, le Crédit par Téléphone | Barloworld                | Barloworld                | Barloworld                |
| 71                           | Haimar Zubeldia              | 5º                           | 141                              | Sylvain Chavanel                 | NP 17ª                           | 211                       | Aleksandr Efimkin         | 99º                       |
| 72                           | Igor Antón                   | R 11ª                        | 142                              | Stéphane Augé                    | NP 17ª                           | 212                       | Félix Cárdenas            | 106º                      |
| 73                           | Mikel Astarloza              | 9º                           | 143                              | Geoffroy Lequatre                | NP 6ª                            | 213                       | Giampaolo Cheula          | 111º                      |
| 74                           | Jorge Azanza                 | 82º                          | 144                              | Cristian Moreni                  | NP 17ª                           | 214                       | Enrico Degano             | R 7ª                      |
| 75                           | Iñaki Isasi                  | 90º                          | 145                              | Nick Nuyens                      | NP 17ª                           | 215                       | Geraint Thomas            | 140º                      |
| 76                           | Iñigo Landaluze              | 43º                          | 146                              | Iván Parra                       | R 8ª                             | 216                       | Robert Hunter             | 118º                      |
| 77                           | Rubén Pérez                  | 50º                          | 147                              | Staf Scheirlinckx                | NP 17ª                           | 217                       | Paolo Longo Borghini      | 124º                      |
| 78                           | Amets Txurruka               | 23º                          | 148                              | Rik Verbrugghe                   | NP 17ª                           | 218                       | Kanstancin Siŭcoŭ         | 32º                       |
| 79                           | Gorka Verdugo                | 48º                          | 149                              | Bradley Wiggins                  | NP 17ª                           | 219                       | Mauricio Soler            | 11º                       |
| Manager: Gorka Gerrikagoitia | Manager: Gorka Gerrikagoitia | Manager: Gorka Gerrikagoitia | Manager: Francis Van Londersele  | Manager: Francis Van Londersele  | Manager: Francis Van Londersele  | Manager: Alberto Volpi    | Manager: Alberto Volpi    | Manager: Alberto Volpi    |

## Ciclisti per nazione
Le nazionalità rappresentate nella manifestazione sono 26; in tabella il numero dei ciclisti suddivisi per la propria nazione di appartenenza:
| Numero ciclisti | Nazione                                                                          |
| --------------- | -------------------------------------------------------------------------------- |
| 41              | Spagna                                                                           |
| 36              | Francia                                                                          |
| 19              | Germania                                                                         |
| 18              | Italia                                                                           |
| 13              | Belgio                                                                           |
| 7               | Paesi Bassi, Stati Uniti                                                         |
| 6               | Australia, Russia                                                                |
| 5               | Gran Bretagna, Svizzera                                                          |
| 4               | Kazakistan                                                                       |
| 3               | Austria, Colombia                                                                |
| 2               | Bielorussia, Lussemburgo, Norvegia, Ucraina                                      |
| 1               | Brasile, Danimarca, Finlandia, Lituania, Portogallo, Slovenia, Sudafrica, Svezia |